# Michel Colson
Michel Colson (Wilrijk, 19 augustus 1957) is een voormalig Belgisch politicus voor DéFI.

## Levensloop
Hij studeerde af als licentiaat in de wijsbegeerte en de letteren, richting journalistiek en sociale communicatie aan de ULB.
Na het vervullen van zijn militaire dienstplicht begon Michel Colson in 1981 zijn politieke loopbaan als politiek secretaris van de toenmalige burgemeester van Watermaal-Bosvoorde Andrée Payfa-Fosseprez, een mandaat dat hij tot in 1990 vervulde. Daarna was hij van 1990 tot 1991 directeur van het FDF en van 1991 tot 1995 kabinetschef van de Brusselse staatssecretaris Didier van Eyll. Van 2003 tot 2004 was hij ook kabinetschef van de Brusselse ministers-presidenten Daniel Ducarme en Jacques Simonet. Nadien was hij van 2004 tot 2005 directeur van de strategische cel op het kabinet van Gisèle Mandaila, federaal staatssecretaris voor Gezin en Personen met een Handicap. Van 2009 tot 2015 was Colson secretaris-generaal van het FDF en van 2015 tot 2020 was hij penningmeester van de partijen FDF en DéFI.
In oktober 1994 werd hij verkozen tot gemeenteraadslid van Watermaal-Bosvoorde, wat hij bleef tot in december 2018. Colson was er 1995 tot 2012 OCMW-voorzitter. Bij de gemeenteraadsverkiezingen van oktober 2018 werd hij nog herkozen in de gemeenteraad, maar hij besloot niet te zetelen. Daarnaast was hij van 1995 tot 2001 ondervoorzitter van de Brusselse Gewestelijke Dienst voor Arbeidsbemiddeling, van 1997 tot 1999 ondervoorzitter van de regionale televisiezender Télé-Bruxelles en van 2003 tot 2019 voorzitter van de sectie OCMW's binnen de Vereniging van de Stad en de Gemeenten van het Brussels Hoofdstedelijk Gewest, vanaf 2016 Brulocalis geheten.
Tevens was hij van oktober 2005 tot mei 2019 lid van het Brussels Hoofdstedelijk Parlement, waar hij zich specialiseerde in huisvesting en sociale zaken en van 2005 tot 2009 voorzitter was van de commissie Huisvesting en Stedelijke Vernieuwing. Als Brussels Parlementslid zetelde Colson automatisch ook in het Parlement francophone bruxellois, de assemblee van de Franse Gemeenschapscommissie, waar hij van 2009 tot 2011 ondervoorzitter, van 2011 tot 2014 secretaris en van 2014 tot 2019 voorzitter van de FDF/DéFI-fractie was. Van november 2017 tot december 2018 was hij bovendien lid van het Parlement van de Franse Gemeenschap. Bij de verkiezingen van mei 2019 was hij geen kandidaat meer.